# Tridiagonalmatrix
In der linearen Algebra ist eine Tridiagonalmatrix (auch Dreibandmatrix) eine quadratische Matrix, die nur in der Hauptdiagonalen und in den beiden ersten Nebendiagonalen Einträge ungleich Null enthält. Tridiagonalmatrizen treten in der Numerik recht häufig auf, zum Beispiel bei der Berechnung von kubischen Splines, bei der Diskretisierung der zweiten Ableitung auf eindimensionalen Gebieten (insbesondere bei Sturm-Liouville-Problemen), bei der Berechnung von orthogonalen Polynomen und Funktionensystemen (etwa bei der Berechnung von Besselfunktionen) und bei Krylow-Unterraum-Verfahren basierend auf Dreitermrekursionen.

## Definition
Eine Matrix {\displaystyle T\in \mathbb {C} ^{n\times n}} heißt tridiagonal, wenn sie die folgende Form hat:
{\displaystyle T={\begin{pmatrix}t_{1,1}&t_{1,2}&0&\dots &0\\t_{2,1}&t_{2,2}&t_{2,3}&\ddots &\vdots \\0&t_{3,2}&\ddots &\ddots &0\\\vdots &\ddots &\ddots &\ddots &t_{n-1,n}\\0&\dots &0&t_{n,n-1}&t_{n,n}\end{pmatrix}}}
Es gilt also {\displaystyle t_{ij}=0} für alle {\displaystyle |i-j|>1}. Eine Tridiagonalmatrix heißt unreduziert oder irreduzibel, wenn die Elemente in den Nebendiagonalen alle ungleich Null sind, das heißt {\displaystyle t_{ij}\not =0} für alle {\displaystyle |i-j|=1} gilt. Sind die Haupt- und Nebendiagonaleinträge konstant, gilt also {\displaystyle t_{1,1}=\ldots =t_{n,n}}, {\displaystyle t_{1,2}=\ldots =t_{n-1,n}} und {\displaystyle t_{2,1}=\ldots =t_{n,n-1}}, so spricht man von einer Tridiagonal-Toeplitz-Matrix.

## Eigenschaften
Eine Tridiagonalmatrix ist sowohl ein Spezialfall einer Bandmatrix als auch einer Hessenbergmatrix. Eine diagonaldominante Tridiagonalmatrix ist immer regulär. 
Lineare Gleichungssysteme mit einer Tridiagonalmatrix lassen sich mit einem Aufwand von O(n) effizient lösen. Entweder mit dem sehr schnellen Thomas-Algorithmus oder bei Stabilitätsproblemen mit Hilfe des Gauß-Verfahrens mit  Pivotisierung. Gleichungssysteme mit Tridiagonalmatrizen können also selbst bei vergleichsweise großer Dimension mittels eines direkten Lösers berechnet werden.